# Haruna Ilerika
Haruna Ilerika   (Epe, 27 d'octubre de 1949 - 4 de desembre de 2008) fou un futbolista nigerià de la dècada de 1970.
Fou internacional amb la selecció de futbol de Nigèria. Pel que fa a clubs, destacà a Stationery Stores.